# 伊都町
伊都町（いとちょう）は、和歌山県伊都郡にあった町。現在のかつらぎ町の北西部、紀の川の右岸にあたる。

## 地理
- 山岳：背ノ山、成高峯、大石ヶ峰、経塚山、宿山、三国山、燈明岳
- 河川：紀の川、穴伏川

## 歴史

### 村名の由来
郡名にちなむ。

### 沿革
- 1955年（昭和30年）3月31日 - 大谷村・四郷村・笠田町が合併して伊都町が発足。
- 1958年（昭和33年）7月1日 - 妙寺町・見好村と合併してかつらぎ町が発足。同日伊都町廃止。

## 交通

### 鉄道路線
- 日本国有鉄道
  - 和歌山線
    - 大谷駅 - 笠田駅 - 西笠田駅

### 道路
- 国道24号